# 小川航基
小川 航基（おがわ こうき、1997年8月8日 - ）は、神奈川県横浜市都筑区出身のプロサッカー選手。エールディヴィジ・NECナイメヘン所属。ポジションはフォワード（FW）。日本代表。

## 来歴

### プロ入り前
横浜市立南山田小学校、横浜市立中川中学校出身。中学進学前に東急レイエス、横浜FCジュニアユース の入団試験を受けるが、一次試験で落ち、大豆戸FC Jr.ユースへ入団。その後、桐光学園に進学。2013年に行われた第92回全国高等学校サッカー選手権大会に1年生ながら2試合に出場したが、無得点に終わった。3年生ではキャプテンとして、第94回全国高等学校サッカー選手権大会神奈川県2次予選決勝戦で2ゴールを決め、2年ぶり9度目となる全国の舞台へチームを導く活躍をした。本大会では、大会ナンバーワンストライカー、得点王候補として注目の選手に挙げられた。2回戦で2得点を挙げてチームのベスト16に貢献。3回戦でも2得点を挙げたが、試合中盤に得たPKを外しハットトリックのチャンスを逃すと、チームはロスタイムに同点を許してPK戦となり、5人目のキッカーを務めた小川が外してしまいチームは敗れてしまった。第94回大会で4得点を挙げて得点ランキング2位タイにランクインした。

### ジュビロ磐田
2016年シーズンよりジュビロ磐田に入団。背番号は磐田のエースだった前田遼一が2014年まで背負っていた「18」。2月6日に行われたJリーグ・スカパー! ニューイヤーカップ・清水エスパルス戦で途中出場し、決勝ゴールを決めた。名波浩監督から「開幕戦ベンチ入りの可能性もある」と注目されていたが、高熱の影響で欠場。4月6日に行われたヤマザキナビスコカップ第3節 ヴァンフォーレ甲府戦でプロデビューを果たした。プロ1年目となったシーズンは、カップ戦でプロデビューを果たしたものの、U-19日本代表の試合などもあり、ベンチ入りした試合はあったが、リーグ戦の出場は無かった。
2017年、3月15日のルヴァンカップ第1節 北海道コンサドーレ札幌戦でプロ初スタメンで出場し、3月19日のJリーグ第4節 ヴィッセル神戸戦では、途中出場でリーグ戦デビューを果たした。4月26日、ルヴァンカップ第3節のFC東京戦では公式戦初得点を含むハットトリックの活躍で勝利に貢献した。このハットトリックで、前身のナビスコ杯を含めて、最年少記録を更新した。しかし、5月に行われたU-20日本代表の試合で左膝の前十字じん帯断裂および半月板損傷の怪我を負い、2017年シーズンはリーグ戦5試合でノーゴールで終えた。
2018年4月4日、ルヴァンカップ第3節のヴァンフォーレ甲府戦では怪我から復帰して329日ぶりに先発を果たした。11月3日、J1第31節・サンフレッチェ広島戦で後半4分に小川大貴と交代で出場した。後半53分、高橋祥平が倒されて得たPKのキッカーに志願し、ボールをゴール右下に沈めてJリーグ初得点を挙げた。この得点もあり、試合は磐田が3-2で逆転勝利した。12月8日に行われたJ1参入プレーオフの東京ヴェルディ戦では、スタメンに抜擢され自身で得たPKを決めて磐田のJ1残留に貢献。

### 水戸ホーリーホック
2019年7月14日、水戸ホーリーホックへ育成型期限付き移籍することが発表された。7月21日、第23節のFC琉球戦で途中出場から移籍後初ゴールを決めた。続く第24節のアビスパ福岡戦、第25節の甲府戦でも1得点ずつ挙げ、加入後3試合連続でゴールを記録した。最終的に17試合に出場し7得点を記録。しかしチームはモンテディオ山形と勝ち点と得失点差で並ぶも、総得点数の差で最終順位が7位となり、J1昇格を逃した。

### ジュビロ磐田復帰
2020年1月4日、ジュビロ磐田に期限付きから復帰することを発表した。背番号はかつて中山雅史が付けていた背番号「9」となった。2月23日、開幕戦のモンテディオ山形戦では2得点を挙げる活躍で好スタートを切った。しかし、新型コロナウイルス陽性や規律違反による謹慎などもあり、32試合9得点と目標の2桁得点には届かなかった。
2021年シーズンはこの年のJ2得点王に輝いたルキアンからポジションを奪うことができず、ファビアン・ゴンザレスの加入もありベンチ外になることが多かった。最終的にリーグ戦は1得点で終えた。

### 横浜FC
2022年シーズンより横浜FCに完全移籍。2月19日の開幕戦・大宮アルディージャ戦で早速移籍後初得点をマークすると、3-4-2-1システムのワントップもしくはシャドーとしてスタメンに定着。月間MVPを3度も受賞するなど、得点を量産しシーズン26得点をマーク。2位のチアゴ・アウベスと10点差をつけての得点王となる活躍を収めチームの1年でのJ1復帰に貢献した。その活躍が認められ、シーズン終了後に同年より新たに制定されたJ2・最優秀選手賞及びベストイレブンに選出された。

### NECナイメヘン
6月28日、NECナイメヘン（オランダ1部）からオファーを受け、移籍に向けた調整を進め、7月2日にオランダへ飛び立つ事を横浜FC公式サイトが発表した。7月4日に期限付き移籍することが正式に発表された。期間は2023-24シーズン終了までの1年間で、買取オプションが付けられている。8月13日、リーグ開幕戦のSBVエクセルシオール戦で移籍後初ゴールを決めた。海外挑戦1年目は、プレーオフを含むリーグ戦32試合に出場して11得点をマークした。シーズン終了後に完全移籍。

### 日本代表
2016年7月1日、リオデジャネイロオリンピックのトレーニングパートナーに選出され、U-23ブラジル代表との練習試合に出場した。10月14日、AFC U-19選手権2016の初戦のU-19イエメン戦では1得点1アシストで3-0の勝利に貢献した。10月24日、準々決勝のU-19タジキスタン戦では2得点を決めてFIFA U-20ワールドカップの出場権獲得に貢献した。10月30日の決勝・U-19サウジアラビア戦では、高校サッカー以来のPK戦でラストキッカーを務め、冷静に決めて日本の優勝に貢献した。
2017年5月、FIFA U-20ワールドカップのメンバーに選出された。5月21日、初戦のU-20南アフリカ戦では貴重な同点ゴールを決めた。5月25日のU-20ウルグアイ戦でもスタメン出場を果たすも、前半16分に地面に足を着いた際に膝を捻り、前半途中で負傷交代となった。試合中に韓国の病院へ移動し検査を受けた結果、左ひざの前十字じん帯断裂および半月板損傷と診断され、無念の大会途中の離脱となった。
2018年5月18日、トゥーロン国際大会に臨むU-21日本代表に選出された。5月28日のU-21トルコ戦、6月3日のU-21カナダ戦の2試合に出場したが、無得点に終わり、チームは準決勝に進出することができなかった。同年11月7日、UAE遠征(ドバイカップU-23)に臨むU-21日本代表に選出された。ドバイカップU-23では、開催された3戦全てに出場し、初戦のU-21ウズベキスタン戦で自身U-21代表初得点 を含む2得点を挙げ、第2節のU-21クウェート戦では78分に久保建英と交代で途中出場し、81分にこの試合5点目となる追加点を挙げた。
2019年6月、2大会連続でトゥーロン国際大会に臨むU-22日本代表に選出された。グループリーグでは得点は決められなかったが、準決勝のU-22メキシコ戦では、終了間際の後半44分に同点ゴールを決めた。更に同点のまま迎えたPK戦では、1人目のキッカーを務めて成功させ、日本にとって大会初の決勝進出に貢献した。決勝のU-22ブラジル戦では、この大会無失点だったブラジルから同点ゴールを決めるも、後半32分に負傷交代となり、チームはPK戦の末に敗れて優勝を逃した。
同年12月にはEAFF E-1サッカー選手権2019に出場する日本代表に初選出。12月14日、第2戦の香港戦で代表初出場し、史上3人目となるA代表デビュー戦でのハットトリックを達成した。第3戦の韓国戦は出場機会はなく、チームは0-1で敗れて優勝を逃したものの、この3得点で大会得点王を獲得した。
2021年に行われた東京オリンピック世代の日本代表ではセンターフォワードとして主軸を担うことを期待されたが、大会が延期された事やクラブで結果を残せなかった事などが影響し、東京オリンピックのメンバーには選出されなかった。
2024年3月、2026 FIFAワールドカップ・アジア2次予選で北朝鮮とのホーム・アウェイ2連戦に臨む日本代表に5年ぶりに選出され、海外組を含めた日本代表の選出は初めてとなった。9月、10月、11月と2026 FIFAワールドカップ・アジア3次予選に臨む日本代表メンバーに選出され、計6試合に出場し4得点を記録。

## 人物
2021年12月31日、一般の女性と結婚したことを報告した。

### エピソード
元日本代表で桐光学園の先輩である中村俊輔とは、ジュビロ磐田と横浜FCでチームメイトとなった。2022年3月13日、第4節の水戸ホーリーホック戦では、後半5分に得点を挙げると、後半39分には中村俊輔のコーナーキックを頭で合わせて、この日2点目を挙げてチームの逆転勝利に貢献した。
2024年11月19日、ワールドカップ北中米大会アジア最終予選第6戦の中国戦で2得点を決め、日本代表デビューから9試合で9得点として釜本邦茂ほか4選手の同8得点を更新する新記録を達成。

## 所属クラブ
- 横浜港北SC
- 大豆戸FC Jr.ユース
- 桐光学園高等学校
- 2016年 - 2021年 ジュビロ磐田
  - 2019年7月 - 同年12月 水戸ホーリーホック（育成型期限付き移籍）
- 2022年 - 2024年6月 横浜FC
  - 2023年7月 - 2024年6月 NECナイメヘン（期限付き移籍）
- 2024年 - NECナイメヘン

## 個人成績
| 国内大会個人成績 | 国内大会個人成績 | 国内大会個人成績 | 国内大会個人成績 | 国内大会個人成績 | 国内大会個人成績 | 国内大会個人成績 | 国内大会個人成績 | 国内大会個人成績 | 国内大会個人成績 | 国内大会個人成績 | 国内大会個人成績 |
| 年度             | クラブ           | 背番号           | リーグ           | リーグ戦         | リーグ戦         | リーグ杯         | リーグ杯         | オープン杯       | オープン杯       | 期間通算         | 期間通算         |
| 年度             | クラブ           | 背番号           | リーグ           | 出場             | 得点             | 出場             | 得点             | 出場             | 得点             | 出場             | 得点             |
| 日本             | 日本             | 日本             | 日本             | リーグ戦         | リーグ戦         | リーグ杯         | リーグ杯         | 天皇杯           | 天皇杯           | 期間通算         | 期間通算         |
| ---------------- | ---------------- | ---------------- | ---------------- | ---------------- | ---------------- | ---------------- | ---------------- | ---------------- | ---------------- | ---------------- | ---------------- |
| 2016             | 磐田             | 18               | J1               | 0                | 0                | 2                | 0                | 1                | 0                | 3                | 0                |
| 2017             | 磐田             | 18               | J1               | 5                | 0                | 5                | 4                | 0                | 0                | 10               | 4                |
| 2018             | 磐田             | 18               | J1               | 13               | 1                | 4                | 0                | 2                | 1                | 19               | 2                |
| 2019             | 磐田             | 18               | J1               | 5                | 0                | 5                | 0                | 0                | 0                | 10               | 0                |
| 2019             | 水戸             | 19               | J2               | 17               | 7                | -                | -                | 0                | 0                | 17               | 7                |
| 2020             | 磐田             | 9                | J2               | 32               | 9                | -                | -                | -                | -                | 32               | 9                |
| 2021             | 磐田             | 9                | J2               | 24               | 1                | -                | -                | 3                | 4                | 27               | 5                |
| 2022             | 横浜FC           | 18               | J2               | 41               | 26               | -                | -                | 0                | 0                | 41               | 26               |
| 2023             | 横浜FC           | 18               | J1               | 15               | 6                | 0                | 0                | 0                | 0                | 15               | 6                |
| オランダ         | オランダ         | オランダ         | オランダ         | リーグ戦         | リーグ戦         | リーグ杯         | リーグ杯         | KNVBカップ       | KNVBカップ       | 期間通算         | 期間通算         |
| 2023-24          | NEC              | 18               | エールディヴィジ | 31               | 11               | -                | -                | 5                | 4                | 36               | 15               |
| 2024-25          | NEC              | 18               | エールディヴィジ | 24               | 7                | -                | -                | 2                | 2                | 26               | 9                |
| 通算             | 日本             | 日本             | J1               | 38               | 7                | 16               | 4                | 3                | 1                | 57               | 12               |
| 通算             | 日本             | 日本             | J2               | 114              | 43               | 0                | 0                | 3                | 4                | 117              | 47               |
| 通算             | オランダ         | オランダ         | エールディヴィジ | 55               | 18               | -                | -                | 7                | 6                | 62               | 24               |
| 総通算           | 総通算           | 総通算           | 総通算           | 207              | 68               | 16               | 4                | 13               | 11               | 236              | 83               |

その他の公式戦
- 2018年
  - J1参入プレーオフ 1試合1得点
- 2024年
  - エールディヴィジ・プレーオフ 1試合0得点

出場歴
- 公式戦初出場 - 2016年4月6日 ヤマザキナビスコカップ第3節・対ヴァンフォーレ甲府戦（ヤマハスタジアム）
- 公式戦初得点 - 2017年4月26日 ルヴァンカップ第3節・対FC東京戦（ヤマハスタジアム）
- 公式戦初ハットトリック - 2017年4月26日 ルヴァンカップ第3節・対FC東京戦（ヤマハスタジアム）
- Jリーグ初得点 - 2018年11月3日 J1第31節・対サンフレッチェ広島戦（ヤマハスタジアム）

## タイトル

### クラブ
ジュビロ磐田
- J2リーグ（2021年）

### 代表
U-19日本代表
- AFC U-19選手権（2016年）

### 個人
- EAFF E-1サッカー選手権 得点王（2019年）
- J2リーグ・最優秀選手賞（2022年）
- J2リーグ・ベストイレブン（2022年）
- J2リーグ・得点王（2022年）
- J2リーグ・月間MVP：3回（2022年2・3月、2022年6月、2022年10月）
- JPFAアワード（J2）・最優秀選手賞：1回（2022年）
- JPFAアワード（J2）・ベストイレブン：1回（2022年）

## 代表歴

### 出場大会
- U-18日本代表
  - 第27回国際ユースフットボールトーナメント（2015年）
  - Panda Cup 2015(2015年、優勝・得点王)
  - 長安フォードカップ（2015年）
  - AFC U-19選手権予選(2015年)
- U-19日本代表
  - バーレーンU-19カップ（2016年）
  - Panda Cup 2016（2016年）
  - 2016 NTC招待大会（2016年）
  - AFC U-19選手権2016（2016年）
- U-20日本代表
  - ドイツ遠征（2017年）
  - FIFA U-20ワールドカップ（2017年）
- U-21日本代表
  - トゥーロン国際大会（2018年）
  - ドバイカップU-23（2018年）
- U-22日本代表
  - トゥーロン国際大会（2019年）
  - 北中米遠征（2019年）
  - ブラジル遠征（2019年）
  - キリンチャレンジカップ（2019年）
- U-23日本代表
  - AFC U-23選手権（2020年）
- 日本代表
  - EAFF E-1サッカー選手権（2019年）
  - 2026 FIFAワールドカップ・アジア2次予選（2024年）
  - 2026 FIFAワールドカップ・アジア3次予選（2024年 - ）

### 試合数
- 国際Aマッチ 9試合 9得点（2019年 - ）

| 日本代表 | 国際Aマッチ | 国際Aマッチ |
| 年       | 出場        | 得点        |
| -------- | ----------- | ----------- |
| 2019     | 1           | 3           |
| 2024     | 8           | 6           |
| 通算     | 9           | 9           |

### 出場
| No. | 開催日         | 開催都市   | スタジアム                             | 対戦国                 | 結果 | 監督   | 大会                                   |
| --- | -------------- | ---------- | -------------------------------------- | ---------------------- | ---- | ------ | -------------------------------------- |
| 1.  | 2019年12月14日 | 釜山       | 釜山九徳スタジアム                     | 香港                   | ○5-0 | 森保一 | EAFF E-1サッカー選手権2019             |
| 2.  | 2024年3月21日  | 東京       | 国立競技場                             | 朝鮮民主主義人民共和国 | ○1-0 | 森保一 | 2026 FIFAワールドカップ・アジア2次予選 |
| 3.  | 2024年6月6日   | ヤンゴン   | トゥウンナ・スタジアム                 | ミャンマー             | ○5-0 | 森保一 | 2026 FIFAワールドカップ・アジア2次予選 |
| 4.  | 2024年9月5日   | さいたま   | 埼玉スタジアム2002                     | 中国                   | ○7-0 | 森保一 | 2026 FIFAワールドカップ・アジア3次予選 |
| 5.  | 2024年9月10日  | マナーマ   | バーレーン・ナショナル・スタジアム     | バーレーン             | ◯5-0 | 森保一 | 2026 FIFAワールドカップ・アジア3次予選 |
| 6.  | 2024年10月10日 | ジッダ     | キング・アブドゥッラー・スポーツシティ | サウジアラビア         | ◯2-0 | 森保一 | 2026 FIFAワールドカップ・アジア3次予選 |
| 7.  | 2024年10月15日 | さいたま   | 埼玉スタジアム2002                     | オーストラリア         | △1-1 | 森保一 | 2026 FIFAワールドカップ・アジア3次予選 |
| 8.  | 2024年11月15日 | ジャカルタ | ゲロラ・ブン・カルノ・スタジアム       | インドネシア           | ○4-0 | 森保一 | 2026 FIFAワールドカップ・アジア3次予選 |
| 9.  | 2024年11月19日 | 廈門       | 廈門白鷺体育場                         | 中国                   | ○3-1 | 森保一 | 2026 FIFAワールドカップ・アジア3次予選 |

### ゴール
| No. | 開催日         | 開催都市 | スタジアム                             | 対戦国         | 結果 | 大会                                   |
| --- | -------------- | -------- | -------------------------------------- | -------------- | ---- | -------------------------------------- |
| 1.  | 2019年12月14日 | 釜山     | 釜山九徳スタジアム                     | 香港           | ○5-0 | EAFF E-1サッカー選手権2019             |
| 2.  | 2019年12月14日 | 釜山     | 釜山九徳スタジアム                     | 香港           | ○5-0 | EAFF E-1サッカー選手権2019             |
| 3.  | 2019年12月14日 | 釜山     | 釜山九徳スタジアム                     | 香港           | ○5-0 | EAFF E-1サッカー選手権2019             |
| 4.  | 2024年6月6日   | ヤンゴン | トゥウンナ・スタジアム                 | ミャンマー     | ○5-0 | 2026 FIFAワールドカップ・アジア2次予選 |
| 5.  | 2024年6月6日   | ヤンゴン | トゥウンナ・スタジアム                 | ミャンマー     | ○5-0 | 2026 FIFAワールドカップ・アジア2次予選 |
| 6.  | 2024年9月10日  | マナーマ | バーレーン・ナショナル・スタジアム     | バーレーン     | ◯5-0 | 2026 FIFAワールドカップ・アジア3次予選 |
| 7.  | 2024年10月10日 | ジッダ   | キング・アブドゥッラー・スポーツシティ | サウジアラビア | ◯2-0 | 2026 FIFAワールドカップ・アジア3次予選 |
| 8.  | 2024年11月19日 | 廈門     | 廈門白鷺体育場                         | 中国           | ○3-1 | 2026 FIFAワールドカップ・アジア3次予選 |
| 9.  | 2024年11月19日 | 廈門     | 廈門白鷺体育場                         | 中国           | ○3-1 | 2026 FIFAワールドカップ・アジア3次予選 |